# Kaple Panny Marie Lurdské (Suchý Důl)
Kaple Panny Marie Lurdské je římskokatolická kaple v Suchém Dole. Patří do farnosti Police nad Metují. Kaple je v soukromém vlastnictví.

## Historie
Povolení ke stavbě kaple bylo vydáno 8. listopadu 1883. Místo pro kapli bylo vybráno vedle často používané stezky z Police nad Metují na Slavný a dále do Martínkovic a Broumova. V roce 1886 byly na plošinu nad schody ke kapli postaveny pískovcové sochy sv. Anny a sv. Josefa v životní velikosti. V roce 1946 byla kaple elektrifikována. Generální oprava kaple včetně znovuvysvěcení byla provedena v roce 1992. Kapli vysvětil polický farář P. Jiří Prokůpek.

## Využití kaple
V kapli probíhají pouťové a posvícenské mše svaté, svatby, křtiny a další výjimečné události. Ve vzdálenosti 333 m nad kaplí se nachází Křížová cesta s Ticháčkovou kaplí Panny Marie Růžencové (Suchdolské).

## Galerie

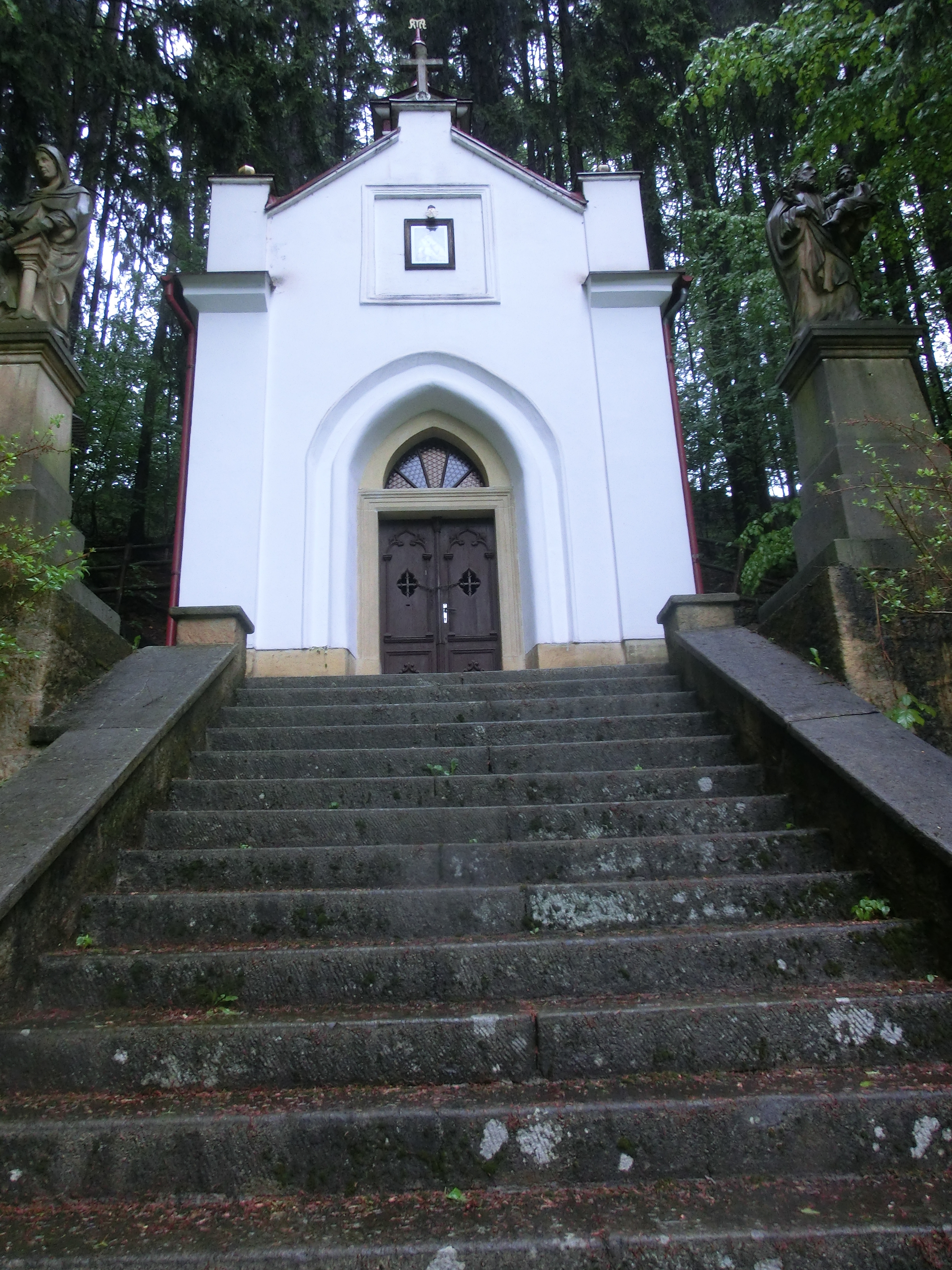